# Yuriko de Mikasa
Yuriko, princesa Mikasa (崇仁親王妃百合子 Takahito Shinnōhi Yuriko?), nacida Yuriko Takagi (高木百合子 Takagi Yuriko?,  4 de junio de 1923-15 de noviembre de 2024) fue la viuda de Takahito, cuarto hijo del emperador Taishō y de la emperatriz Teimei, y tras su matrimonio, miembro de la familia imperial japonesa. Por lo tanto era cuñada de Hirohito, tía del emperador emérito, Akihito y por lo tanto tía abuela por la vía paterna del actual emperador Naruhito. Fue la segunda hija del vizconde Masanari Takagi.

## Biografía
La princesa Mikasa se graduó en la academia femenina de Gakushuin en 1941. El compromiso entre Takahito y Yuriko fue anunciado el 29 de marzo de 1941, la ceremonia de pedida de mano tuvo lugar el 3 de octubre de ese mismo año y la boda se celebró el 22 de octubre siguiente. Los príncipes tuvieron tres hijos y dos hijas, las cuales abandonaron la familia imperial al casarse.

### Descendencia

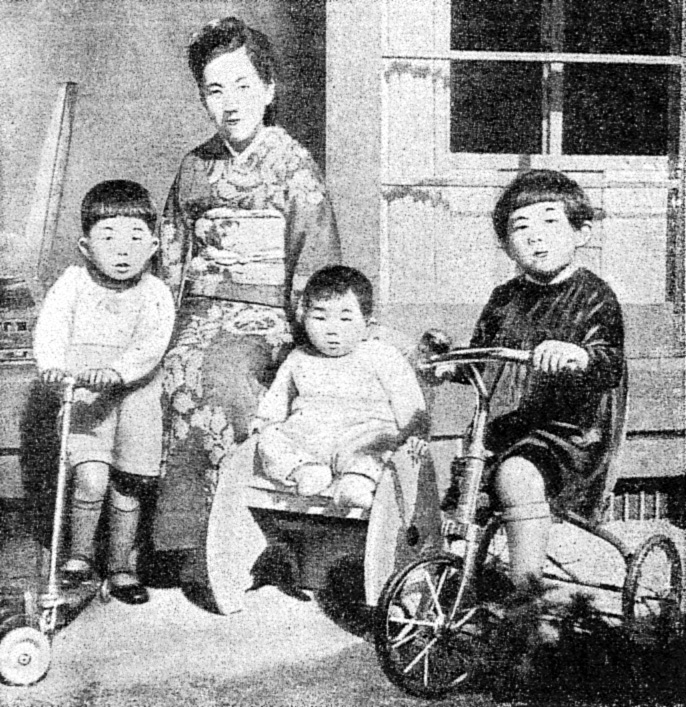
La princesa Yuriko con sus hijos.

- Yasuko Konoe (nacida Princesa Yasuko de Mikasa (甯子内親王 Yasuko Naishinno?,  26 de abril de 1944) se casó el 16 de diciembre de 1966 con Tadateru Konoe, el hermano menor del ex primer ministro Morihiro Hosokawa y nieto adoptado (y heredero) del ex primer ministro Fumimaro Konoe, actualmente presidente de la Cruz Roja Japonesa; tienen un hijo llamado Tadahiro, gracias al cual Yuriko tiene tres bisnietos.
- Príncipe Tomohito de Mikasa (寬仁親王 Tomohito Shinnō?,  5 de enero de 1946-6 de junio de 2012), heredero aparente; casado el 7 de noviembre de 1980 con Nobuko Asō (9 de abril de 1955), tercera hija del difunto Takakichi Asō, director de la compañía Aso Cement, y de su esposa Kazuko, hija del ex primer ministro Yoshida Shigeru; tuvieron dos hijas, princesa Akiko y princesa Yoko.
- Príncipe Katsura (桂宮宜仁親王 Katsura-no-miya Yoshihito Shinnō?,  11 de febrero de 1948-8 de junio de 2014); creado Príncipe Katsura-no-miya el 1 de enero de 1988.
- Masako Sen (nacida Princesa Masako de Mikasa (容子内親王 Masako Naishinnō?,  23 de octubre de 1951) se casó el 14 de octubre de 1983 con Soshitsu Sen (7 de junio de 1956), hijo mayor de Soshitsu Sen XV, y actual decimosexto heredero del gran maestre (iemoto) de la escuela de la ceremonia del té japonesa; tienen dos hijos, Akifumi y Takafumi, y una hija, Makiko.
- Norihito (高円宮憲仁親王 Takamado-no-miya Norihito Shinnō?,  29 de diciembre de 1954-21 de noviembre de 2002), cambiado a Takamado-no-miya el 1 de diciembre de 1984; casado el 6 de diciembre de 1984 con Hisako Tottori (10 de julio de 1953), hija mayor de Shigejiro Tottori, actual presidente de Mitsui & Co. en Francia; tienen tres hijas, princesa Tsuguko, Noriko Senge y Ayako Moriya.

## Servicios públicos
La princesa Mikasa era la presidenta honoraria de varias organizaciones caritativas, especialmente de aquellas dedicadas a la preservación de la  cultura japonesa. También tiene un papel activo en la Cruz Roja Japonesa.
Yuriko siempre acompañaba a su marido en los viajes en ultramar y hace grandes esfuerzos en mantener relaciones amistosas con las naciones extranjeras. En cuanto a estudios de los monumentos históricos, la Princesa Mikasa ha ayudado al Príncipe Mikasa mediante la recopilación de datos en forma de películas y diapositivas para conferencias del príncipe.
En 1948 la princesa Mikasa fue nombrada presidenta de la Fundación Imperial Gift Boshi-Aiiku-kai y ha asistido a numerosos eventos en Tokio y a lo largo de Japón, donde ha ofrecido su ayuda a un gran número de personas dedicadas a la salud de las madres y los niños, preocupándose por su situación. En septiembre de 2010 renunció como presidenta de la Fundación Imperial  Boshi-Aiiku-kai.

## Muerte
El 15 de noviembre de 2024, a las 6:32 a. m. (hora de Japón), la princesa Mikasa falleció a la edad de 101 años. No se especificó la causa de la muerte, pero según la agencia de noticias japonesa Kyodo, la princesa fue hospitalizada en marzo debido a un derrame cerebral y una neumonía y que las pruebas médicas realizadas a la princesa a principios de noviembre mostraron un deterioro de sus funciones cardíaca y renal.

## Títulos
| ● 4 de junio de 1923-22 de octubre de 1941:      | La honorable Yuriko Takagi            |
| ● 22 de octubre de 1941-15 de noviembre de 2024: | Su alteza imperial la Princesa Mikasa |

## Honores

### Honores nacionales
- Dama Gran Cordón de la Orden de la Preciosa Corona.
- Condecoración de la Cruz Roja Japonesa.
- Medalla de Oro de la Cruz Roja Japonesa.

### Honores extranjeros
- Imperio de Irán: Orden de las Pléyades, 2.ª clase.[3]
- Imperio de Irán : Medalla conmemorativa del 2500 aniversario de la fundación del Imperio Persa (14 de octubre de 1971).[4]

### Cargos honoríficos
- Miembro Reservado del Consejo de la Casa Imperial.
- Vicepresidenta Honoraria de la Cruz Roja Japonesa.

## Descendencia
| Nombre                      | Nacimiento                                                   | Matrimonio              | Matrimonio     | Descendencia                                  |
| --------------------------- | ------------------------------------------------------------ | ----------------------- | -------------- | --------------------------------------------- |
| Yasuko Konoe                | 26 de abril de 1944                                          | 16 de diciembre de 1966 | Tadateru Konoe | Tadahiro Konoe                                |
| Príncipe Tomohito de Mikasa | 5 de enero de 1946 fallecido el 6 de junio de 2012           | 7 de noviembre de 1980  | Nobuko Asō     | Akiko de Mikasa Yōko de Mikasa                |
| Príncipe Katsura            | 11 de febrero de 1948 fallecido el 8 de junio de 2014        | -                       | -              | -                                             |
| Princesa Masako de Mikasa   | 23 de octubre de 1951                                        | 14 de octubre de 1983   | Soshitsu Sen   | Akifumi Sen Takafumi Sen Makiko Sen           |
| Príncipe Takamado           | 29 de diciembre de 1954 fallecido el 21 de noviembre de 2002 | 6 de diciembre de 1984  | Hisako Tottori | Tsuguko de Takamado Noriko Senge Ayako Moriya |

## Ancestros
|  |                                                    |  |  |  |  |  |  |  |  |  |  |  |  |  |  |  |
|  | 16. Takagi                                         |  |  |  |  |  |  |  |  |  |  |  |  |  |  |  |
|  |                                                    |  |  |  |  |  |  |  |  |  |  |  |  |  |  |  |
|  |                                                    |  |  |  |  |  |  |  |  |  |  |  |  |  |  |  |
|  | 8. Takagi Mamoru                                   |  |  |  |  |  |  |  |  |  |  |  |  |  |  |  |
|  |                                                    |  |  |  |  |  |  |  |  |  |  |  |  |  |  |  |
|  |                                                    |  |  |  |  |  |  |  |  |  |  |  |  |  |  |  |
|  | 4. Vizconde Takagi Masayoshi, XIII Señor de Tan'an |  |  |  |  |  |  |  |  |  |  |  |  |  |  |  |
|  |                                                    |  |  |  |  |  |  |  |  |  |  |  |  |  |  |  |
|  |                                                    |  |  |  |  |  |  |  |  |  |  |  |  |  |  |  |
|  | 2. Vizconde Takagi Masanari                        |  |  |  |  |  |  |  |  |  |  |  |  |  |  |  |
|  |                                                    |  |  |  |  |  |  |  |  |  |  |  |  |  |  |  |
|  |                                                    |  |  |  |  |  |  |  |  |  |  |  |  |  |  |  |
|  | 20. Ōkōchi Masakata, VI Señor de Ōtaki             |  |  |  |  |  |  |  |  |  |  |  |  |  |  |  |
|  |                                                    |  |  |  |  |  |  |  |  |  |  |  |  |  |  |  |
|  |                                                    |  |  |  |  |  |  |  |  |  |  |  |  |  |  |  |
|  | 10. Matsudaira Terutoshi, IX Señor de Takasaki     |  |  |  |  |  |  |  |  |  |  |  |  |  |  |  |
|  |                                                    |  |  |  |  |  |  |  |  |  |  |  |  |  |  |  |
|  |                                                    |  |  |  |  |  |  |  |  |  |  |  |  |  |  |  |
|  | 21. Akashi                                         |  |  |  |  |  |  |  |  |  |  |  |  |  |  |  |
|  |                                                    |  |  |  |  |  |  |  |  |  |  |  |  |  |  |  |
|  |                                                    |  |  |  |  |  |  |  |  |  |  |  |  |  |  |  |
|  | 5. Matsudaira Saneko                               |  |  |  |  |  |  |  |  |  |  |  |  |  |  |  |
|  |                                                    |  |  |  |  |  |  |  |  |  |  |  |  |  |  |  |
|  |                                                    |  |  |  |  |  |  |  |  |  |  |  |  |  |  |  |
|  | 22. Hotta Masayoshi, V Señor de Sakura             |  |  |  |  |  |  |  |  |  |  |  |  |  |  |  |
|  |                                                    |  |  |  |  |  |  |  |  |  |  |  |  |  |  |  |
|  |                                                    |  |  |  |  |  |  |  |  |  |  |  |  |  |  |  |
|  | 11. Hotta Kazu                                     |  |  |  |  |  |  |  |  |  |  |  |  |  |  |  |
|  |                                                    |  |  |  |  |  |  |  |  |  |  |  |  |  |  |  |
|  |                                                    |  |  |  |  |  |  |  |  |  |  |  |  |  |  |  |
|  | 23. Hirata                                         |  |  |  |  |  |  |  |  |  |  |  |  |  |  |  |
|  |                                                    |  |  |  |  |  |  |  |  |  |  |  |  |  |  |  |
|  |                                                    |  |  |  |  |  |  |  |  |  |  |  |  |  |  |  |
|  | 1. Yuriko, Princesa Mikasa                         |  |  |  |  |  |  |  |  |  |  |  |  |  |  |  |
|  |                                                    |  |  |  |  |  |  |  |  |  |  |  |  |  |  |  |
|  |                                                    |  |  |  |  |  |  |  |  |  |  |  |  |  |  |  |
|  | 24. Reizei Tametake                                |  |  |  |  |  |  |  |  |  |  |  |  |  |  |  |
|  |                                                    |  |  |  |  |  |  |  |  |  |  |  |  |  |  |  |
|  |                                                    |  |  |  |  |  |  |  |  |  |  |  |  |  |  |  |
|  | 12. Reizei Tametada                                |  |  |  |  |  |  |  |  |  |  |  |  |  |  |  |
|  |                                                    |  |  |  |  |  |  |  |  |  |  |  |  |  |  |  |
|  |                                                    |  |  |  |  |  |  |  |  |  |  |  |  |  |  |  |
|  | 25. Bukkōji Matsuko                                |  |  |  |  |  |  |  |  |  |  |  |  |  |  |  |
|  |                                                    |  |  |  |  |  |  |  |  |  |  |  |  |  |  |  |
|  |                                                    |  |  |  |  |  |  |  |  |  |  |  |  |  |  |  |
|  | 6. Vizconde Irie Tamemori                          |  |  |  |  |  |  |  |  |  |  |  |  |  |  |  |
|  |                                                    |  |  |  |  |  |  |  |  |  |  |  |  |  |  |  |
|  |                                                    |  |  |  |  |  |  |  |  |  |  |  |  |  |  |  |
|  | 26. Yanagihara Takamitsu                           |  |  |  |  |  |  |  |  |  |  |  |  |  |  |  |
|  |                                                    |  |  |  |  |  |  |  |  |  |  |  |  |  |  |  |
|  |                                                    |  |  |  |  |  |  |  |  |  |  |  |  |  |  |  |
|  | 13. Lady Yanagihara Ryōko                          |  |  |  |  |  |  |  |  |  |  |  |  |  |  |  |
|  |                                                    |  |  |  |  |  |  |  |  |  |  |  |  |  |  |  |
|  |                                                    |  |  |  |  |  |  |  |  |  |  |  |  |  |  |  |
|  | 27. Lady Ōgimachisanjō Tomiko                      |  |  |  |  |  |  |  |  |  |  |  |  |  |  |  |
|  |                                                    |  |  |  |  |  |  |  |  |  |  |  |  |  |  |  |
|  |                                                    |  |  |  |  |  |  |  |  |  |  |  |  |  |  |  |
|  | 3. Hon. Irie Kuniko                                |  |  |  |  |  |  |  |  |  |  |  |  |  |  |  |
|  |                                                    |  |  |  |  |  |  |  |  |  |  |  |  |  |  |  |
|  |                                                    |  |  |  |  |  |  |  |  |  |  |  |  |  |  |  |
|  | 28. Yanagihara Mitsunaru                           |  |  |  |  |  |  |  |  |  |  |  |  |  |  |  |
|  |                                                    |  |  |  |  |  |  |  |  |  |  |  |  |  |  |  |
|  |                                                    |  |  |  |  |  |  |  |  |  |  |  |  |  |  |  |
|  | 14. Conde Yanagihara Sakimitsu                     |  |  |  |  |  |  |  |  |  |  |  |  |  |  |  |
|  |                                                    |  |  |  |  |  |  |  |  |  |  |  |  |  |  |  |
|  |                                                    |  |  |  |  |  |  |  |  |  |  |  |  |  |  |  |
|  | 29. Lady Hasegawa Utano                            |  |  |  |  |  |  |  |  |  |  |  |  |  |  |  |
|  |                                                    |  |  |  |  |  |  |  |  |  |  |  |  |  |  |  |
|  |                                                    |  |  |  |  |  |  |  |  |  |  |  |  |  |  |  |
|  | 7. Lady Yanagihara Nobuko                          |  |  |  |  |  |  |  |  |  |  |  |  |  |  |  |
|  |                                                    |  |  |  |  |  |  |  |  |  |  |  |  |  |  |  |
|  |                                                    |  |  |  |  |  |  |  |  |  |  |  |  |  |  |  |
|  | 30. Marqués Date Munenari, VIII Señor de Uwajima   |  |  |  |  |  |  |  |  |  |  |  |  |  |  |  |
|  |                                                    |  |  |  |  |  |  |  |  |  |  |  |  |  |  |  |
|  |                                                    |  |  |  |  |  |  |  |  |  |  |  |  |  |  |  |
|  | 15. Lady Date Hatsune                              |  |  |  |  |  |  |  |  |  |  |  |  |  |  |  |
|  |                                                    |  |  |  |  |  |  |  |  |  |  |  |  |  |  |  |
|  |                                                    |  |  |  |  |  |  |  |  |  |  |  |  |  |  |  |
|  | 31. Nabeshima Mashiko                              |  |  |  |  |  |  |  |  |  |  |  |  |  |  |  |
|  |                                                    |  |  |  |  |  |  |  |  |  |  |  |  |  |  |  |
|  |                                                    |  |  |  |  |  |  |  |  |  |  |  |  |  |  |  |